# Wendela Hebbe
Wendela Hebbe (1808-1899) var en svensk forfatter, oversætter og journalist. Hun var den første kvinde i Sverige, der kunne forsørge sig selv som journalist. Hebbe blev i 1841 ansat af Lars Johan Hierta på Aftonbladet, hvor hun bl.a. skrev reportager om Stockholms underklasse.
Hebbes omgangskreds talte radikale kræfter som Almqvist og Crusenstolpe, men også den konservative Esaias Tegnér. Med Hierta fik hun i hemmelighed en søn.
Hendes oversættelser var fra fransk.